# Anglesey

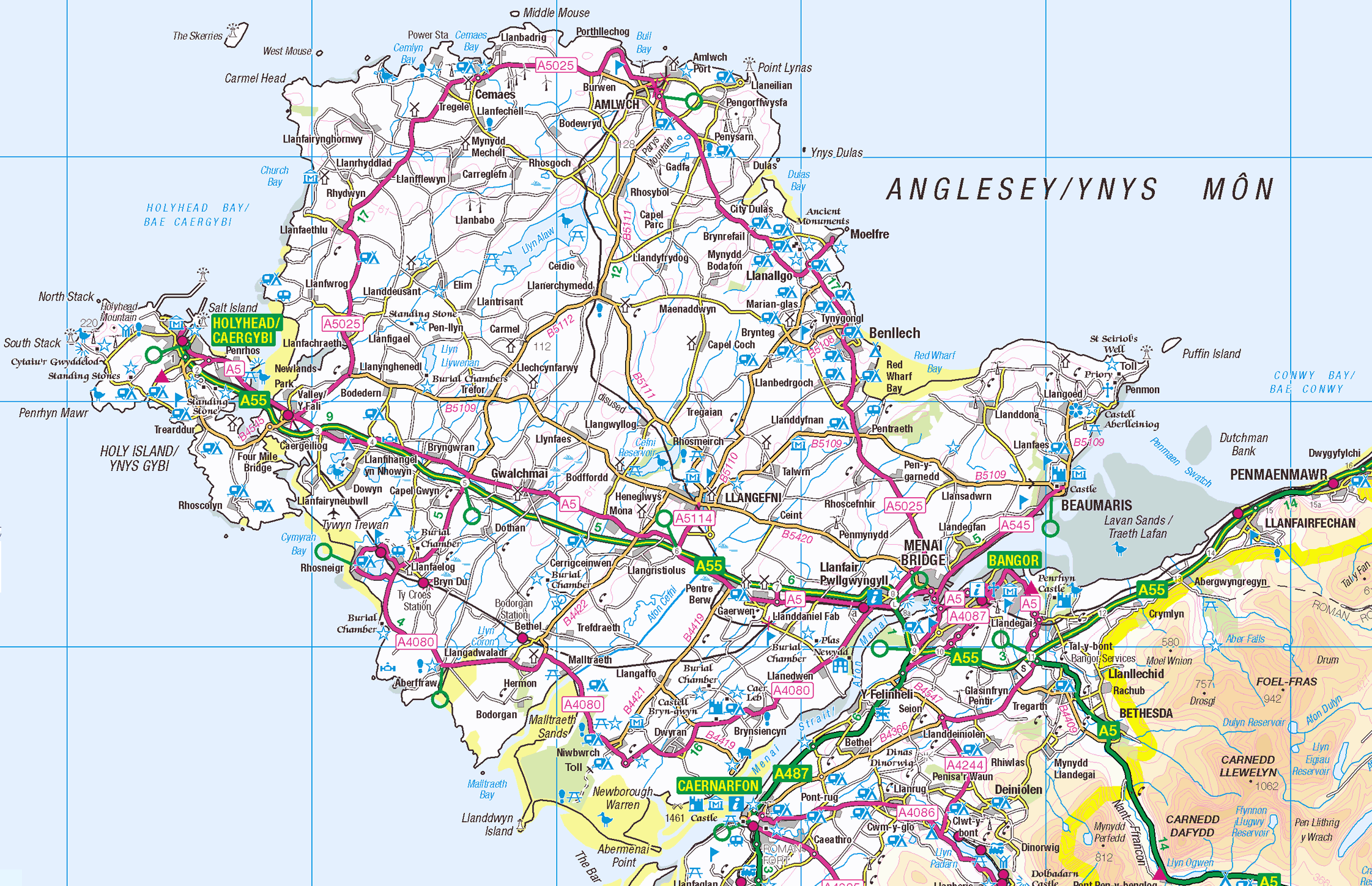
Mapa wyspy

Anglesey (wym. [ˈæŋɡəlsi]; wal. Ynys Môn, wym.: płn. /ˈənɨs ˈmoːn/, płd. /ˈənɪs ˈmoːn/) – największa wyspa Walii, położona u jej północno-zachodniego wybrzeża, siódma pod względem powierzchni wyspa Wielkiej Brytanii (678,9 km²). Pod względem administracyjnym stanowi część hrabstwa Anglesey. Oblewają ją wody Morza Irlandzkiego (na północy) oraz Kanału Świętego Jerzego (na zachodzie). Na południowym wschodzie od stałego lądu (wyspy Wielka Brytania) oddzielona jest wąską cieśniną Menai Strait. Wyspa połączona jest z lądem stałym za pomocą dwóch mostów. Menai Suspension Bridge wybudował Thomas Telford w 1826 roku jako połączenie drogowe. Po nowszym, dwukrotnie przebudowywanym Britannia Bridge, przechodzą droga i linia kolejowa.
Na wyspie rozwinął się przemysł włókienniczy. Ludność wyspy zajmuje się rybołówstwem oraz hodowlą bydła i owiec.
Główne miasta na wyspie to Menai Bridge i Llangefni.

## Historia
Historia Anglesey długo była powiązana z historią druidów. W 60 roku n.e. wódz rzymski Swetoniusz Paulinus postanowił złamać ich potęgę, zaatakował wyspę, zniszczył celtyckie świątynie i święte groby. Rzymianie nazywali wyspę Mona. Następnie po Rzymianach wyspę najeżdżali wikingowie, Sasi, i Normanowie, jeszcze zanim angielski król Edward I opanował ją na dobre w XIII wieku.
Môn (wal. krowa) jest walijską nazwą wyspy. Angielska nazwa jest nieprawidłową formą nazwy pochodzącej z języka staronordyjskiego i oznacza "Wyspę Ongull". Natomiast starowalijskie nazwy to Ynys Dywyll ("Mroczna Wyspa") i Ynys y cedairn (cedyrn lub kedyrn, co oznacza "Wyspę dzielnego ludu").

## Zabytki
- kościół św. Gwenllwyfy w Llanwellwyfo